# Kirsti Nirhamo
Kirsti Nirhamo (1994) è una giocatrice di football americano finlandese, che gioca come wide receiver per le Turku Trojans..

## Palmarès
- 2 Europei (2015, 2019)
- 3 Naisten Vaahteraliiga (1 Helsinki Wolverines:2017; 2 Turku Trojans: 2021, 2022)